# Singles de Lucero
A atriz e cantora mexicana Lucero gravou ao total 154 singles, incluindo dezesseis em parceria com outros artistas e trinta promocionais. Durante sua carreira, Lucero gravou canções em espanhol, inglês e em português. Entre seus singles mais conhecidos estão "Fuego y Ternura" (1985), "Vete Con Ella" (1988), "Cuéntame" (1989), "Ya No" (1991), "Electricidad" (1991), "Llorar" (1992), "Veleta" (1993), "Sobreviviré" (1993), "Tácticas de Guerra" (1996), "Dueña de tu Amor" (2010) e "Hasta que Amanezca" (2017).

## Singles

### Como artista principal
| "Juguemos a Cantar"                                                                     | 1982 | —  | —  | —     | 1er Festival Juguemos a Cantar |
| "Él"                                                                                    | 1982 | —  | —  | —     | Te Prometo                     |
| "Te Prometo"                                                                            | 1982 | —  | —  | —     | Te Prometo                     |
| "América, Ésta es tu Canción"                                                           | 1982 | —  | —  | —     | Te Prometo                     |
| "Música"                                                                                | 1983 | —  | —  | —     | Con Tan Pocos Años             |
| "Con Tan Pocos Años"                                                                    | 1984 | —  | —  | —     | Con Tan Pocos Años             |
| "Contigo"                                                                               | 1984 | —  | —  | —     | Con Tan Pocos Años             |
| "Fuego y Ternura"                                                                       | 1985 | —  | —  | —     | Fuego y ternura                |
| "Magia"                                                                                 | 1985 | —  | —  | —     | Fuego y ternura                |
| "Siempre te seguiré"                                                                    | 1985 | —  | —  | —     | Fuego y ternura                |
| "Era la Primera Vez"                                                                    | 1986 | 17 | —  | —     | Un Pedacito de Mí              |
| "Como Música de Rock 'n' Roll"                                                          | 1987 | —  | —  | —     | Un Pedacito de Mí              |
| "Vendrá"                                                                                | 1987 | —  | —  | —     | Un Pedacito de Mí              |
| "Todo el Amor del Mundo"                                                                | 1987 | —  | —  | —     | Un Pedacito de Mí              |
| "Millones Mejor Que Tú"                                                                 | 1988 | —  | —  | —     | Lucerito                       |
| "Vete Con Ella"                                                                         | 1988 | 7  | —  | —     | Lucerito                       |
| "Tu Amiga Fiel"                                                                         | 1988 | —  | —  | —     | Lucerito                       |
| "Telefonómana"                                                                          | 1988 | —  | —  | —     | Lucerito                       |
| "No Me Hablen de Él"                                                                    | 1988 | 5  | —  | —     | Lucerito                       |
| "Madre"                                                                                 | 1989 | —  | —  | —     | Cuéntame                       |
| "Cuéntame"                                                                              | 1989 | 2  | —  | —     | Cuéntame                       |
| "Corazón a la Deriva"                                                                   | 1989 | 8  | —  | —     | Cuéntame                       |
| "Tanto"                                                                                 | 1990 | —  | —  | —     | Cuéntame                       |
| "Caso Perdido"                                                                          | 1990 | —  | —  | —     | Cuéntame                       |
| "Te Tuve y Te Perdi"                                                                    | 1990 | 12 | —  | —     | Con mi Sentimiento             |
| "Mi Fantasía"                                                                           | 1990 | —  | —  | —     | Con mi Sentimiento             |
| "Fíjate... Fíjate"                                                                      | 1990 | —  | —  | —     | Con mi Sentimiento             |
| "Yo te Necesito"                                                                        | 1990 | —  | —  | —     | Con mi Sentimiento             |
| "Electricidad"                                                                          | 1991 | 5  | —  | —     | Sólo Pienso en Ti              |
| "Ya No"                                                                                 | 1991 | 7  | —  | —     | Sólo Pienso en Ti              |
| "Amor Secreto"                                                                          | 1991 | —  | —  | —     | Sólo Pienso en Ti              |
| "Tu Desdén"                                                                             | 1991 | —  | —  | —     | Sólo Pienso en Ti              |
| "Autocontrol"                                                                           | 1992 | —  | —  | —     | Sólo Pienso en Ti              |
| "Llorar"                                                                                | 1992 | 29 | —  | —     | Lucero de México               |
| "Que No Quede Huella"                                                                   | 1992 | —  | —  | —     | Lucero de México               |
| "Tristes Recuerdos"                                                                     | 1992 | —  | —  | —     | Lucero de México               |
| "Contigo o Sin Ti"                                                                      | 1992 | —  | —  | —     | Lucero de México               |
| "Veleta"                                                                                | 1993 | 2  | —  | —     | Lucero                         |
| "Sobreviviré"                                                                           | 1993 | 8  | —  | —     | Lucero                         |
| "El Número Uno"                                                                         | 1993 | 22 | —  | —     | Lucero                         |
| "Los Parientes Pobres"                                                                  | 1993 | —  | —  | —     | Lucero                         |
| "Si No Podemos Amarnos"                                                                 | 1993 | —  | —  | —     | Lucero                         |
| "Cerca de Ti"                                                                           | 1994 | 23 | —  | —     | Lucero                         |
| "Te Acordarás de Mí"                                                                    | 1994 | 23 | —  | —     | ¡Cariño de mis Cariños!        |
| "Me Estás Quemando"                                                                     | 1994 | 22 | —  | —     | ¡Cariño de mis Cariños!        |
| "Y Volveré"                                                                             | 1994 | —  | —  | —     | ¡Cariño de mis Cariños!        |
| "Que te Ganaste"                                                                        | 1994 | —  | —  | —     | ¡Cariño de mis Cariños!        |
| "Cariño"                                                                                | 1994 | —  | —  | —     | ¡Cariño de mis Cariños!        |
| "Qué Ironía"                                                                            | 1995 | —  | —  | —     | ¡Cariño de mis Cariños!        |
| "Corazón de Roca"                                                                       | 1995 | —  | —  | —     | ¡Cariño de mis Cariños!        |
| "Olvidarte... Nunca"                                                                    | 1995 | —  | —  | —     | ¡Cariño de mis Cariños!        |
| "Siempre Contigo"                                                                       | 1995 | 4  | 1  | —     | Siempre Contigo                |
| "¿Quién Soy Yo?"                                                                        | 1995 | 24 | 12 | —     | Siempre Contigo                |
| "Palabras"                                                                              | 1995 | —  | —  | —     | Siempre Contigo                |
| "Como Perro al Sol"                                                                     | 1995 | —  | —  | —     | Siempre Contigo                |
| "Volvamos a Empezar"                                                                    | 1995 | —  | —  | —     | Siempre Contigo                |
| "Tácticas de Guerra"                                                                    | 1996 | 13 | 2  | —     | Piel de Ángel                  |
| "Quiero"                                                                                | 1997 | —  | —  | —     | Piel de Ángel                  |
| "Toda la Noche"                                                                         | 1997 | —  | —  | —     | Piel de Ángel                  |
| "Piel de Ángel"                                                                         | 1997 | —  | —  | —     | Piel de Ángel                  |
| "Una Vez Más"                                                                           | 1997 | —  | —  | —     | Piel de Ángel                  |
| "Corazón Lastimado"                                                                     | 1998 | 32 | —  | —     | Cerca de Ti                    |
| "A Partir de Hoy"                                                                       | 1998 | —  | —  | —     | Cerca de Ti                    |
| "Desviste Mi Boca"                                                                      | 1998 | —  | —  | —     | Cerca de Ti                    |
| "Te Amaré Toda la Vida"                                                                 | 1998 | —  | —  | —     | Cerca de Ti                    |
| "Quiero (En Vivo)"                                                                      | 1999 | —  | —  | —     | Un Lucero en la México         |
| "Popurrí Juan Gabriel (Radio Edit)"                                                     | 1999 | —  | —  | —     | Un Lucero en la México         |
| "Mi Destino Eres Tú"                                                                    | 2000 | —  | —  | —     | Mi Destino                     |
| "No Puedo Más"                                                                          | 2000 | —  | —  | —     | Mi Destino                     |
| "Nadie Me Quiere Como Tú"                                                               | 2000 | —  | —  | —     | Mi Destino                     |
| "Cada Latido"                                                                           | 2000 | —  | —  | —     | Mi Destino                     |
| "Mátame"                                                                                | 2000 | —  | —  | —     | Mi Destino                     |
| "Que Alguién Me Diga"                                                                   | 2002 | —  | —  | —     | Un Nuevo Amor                  |
| "Como Te Voy Olvidar"                                                                   | 2002 | —  | —  | —     | Un Nuevo Amor                  |
| "Vete por Donde Llegaste (Jugo de Piña)"                                                | 2004 | —  | —  | —     | Cuándo Sale un Lucero          |
| "Entre la Espada y la Pared"                                                            | 2004 | —  | —  | —     | Cuándo Sale un Lucero          |
| "El Cable (Ven Papi)"                                                                   | 2004 | —  | —  | —     | Cuándo Sale un Lucero          |
| "La Única Que Te Entiende"                                                              | 2006 | —  | —  | —     | Quiéreme Tal Como Soy          |
| "O Tú o Nada"                                                                           | 2006 | —  | —  | —     | Quiéreme Tal Como Soy          |
| "Que Pasará Mañana"                                                                     | 2006 | —  | —  | —     | Quiéreme Tal Como Soy          |
| "Tú Eres Mi Refúgio"                                                                    | 2006 | —  | —  | —     | Quiéreme Tal Como Soy          |
| "Popurrí K-Paz (Radio Edit)"                                                            | 2007 | —  | —  | —     | En Vivo Auditorio Nacional     |
| "Amante Bandido"                                                                        | 2007 | —  | —  | —     | En Vivo Auditorio Nacional     |
| "Dueña de tu Amor"                                                                      | 2010 | —  | —  | —     | Indispensable                  |
| "Indispensable"                                                                         | 2010 | —  | —  | —     | Indispensable                  |
| "Eres Todo"                                                                             | 2011 | —  | —  | —     | Indispensable                  |
| "Amor Virtual"                                                                          | 2011 | —  | —  | —     | Indispensable                  |
| "Costumbres"                                                                            | 2011 | —  | —  | —     | Mi Secreto de Amor             |
| "Caminar Contigo" (com Joan Sebastian)                                                  | 2012 | 18 | —  | —     | Un Lu*Jo                       |
| "No Pudiste Amar Así"                                                                   | 2013 | —  | —  | —     | En Concierto                   |
| "No Entiendo"                                                                           | 2014 | —  | —  | —     | Aquí Estoy                     |
| "Ay Amor"                                                                               | 2014 | —  | —  | —     | Aquí Estoy                     |
| "Hasta que Amanezca"                                                                    | 2017 | —  | —  | 17    | Enamorada con Banda            |
| "Me Gusta Estar Contigo"                                                                | 2017 | —  | —  | —     | Enamorada con Banda            |
| "¿Por Qué Te Vas?"                                                                      | 2017 | —  | —  | —     | Enamorada con Banda            |
| "Me Gustas Mucho"                                                                       | 2017 | —  | —  | —     | Enamorada con Banda            |
| "Si Quieres Verme Llorar"                                                               | 2017 | —  | —  | —     | Enamorada con Banda            |
| "Necesitaría"                                                                           | 2018 | —  | —  | —     | Más Enamorada con Banda        |
| "Ven Devórame Otra Vez"                                                                 | 2018 | —  | —  | —     | Más Enamorada con Banda        |
| "Aquella Noche"                                                                         | 2018 | —  | —  | —     | Más Enamorada con Banda        |
| "Un Corazón Enamorado"                                                                  | 2018 | —  | —  | —     | Más Enamorada con Banda        |
| "Viva México"                                                                           | 2018 | —  | —  | —     | N/A                            |
| "Electricidad (En Vivo)"                                                                | 2018 | —  | —  | —     | Enamorada en Vivo              |
| "A Pesar de Todo (En Vivo)"                                                             | 2018 | —  | —  | —     | Enamorada en Vivo              |
| "Llorar (En Vivo)"                                                                      | 2018 | —  | —  | —     | Enamorada en Vivo              |
| "Eu Tô de Olho (En Vivo)"                                                               | 2019 | —  | —  | —     | Brasileira en Vivo             |
| "Dona Desse Amor (En Vivo)"                                                             | 2019 | —  | —  | —     | Brasileira en Vivo             |
| "Me Deshice de tu Amor"                                                                 | 2019 | —  | —  | —     | Sólo Me Faltabas Tú            |
| "A Través del Vaso" (feat. Banda Los Sebastianes)                                       | 2019 | —  | —  | —     | Sólo Me Faltabas Tú            |
| "Me Deshice de tu Amor (Versión Sierreña)"                                              | 2019 | —  | —  | —     | Sólo Me Faltabas Tú            |
| "Siempre te Necesito" (feat. Gerardo Ortiz)                                             | —    | —  | —  |       | Sólo Me Faltabas Tú            |
| "Ya No (En Vivo / 20y20)"                                                               | —    | —  | —  | 20y20 |                                |
| "Te Deseo lo Mejor (20y20)"                                                             | —    | —  | —  | 20y20 |                                |
| "Jardinera (En Vivo / 20y20)"                                                           | —    | —  | —  | 20y20 |                                |
| "Cien Años (20y20)"                                                                     | —    | —  | —  | 20y20 |                                |
| "—" denota lançamentos que não se classificaram ou não foram lançados nesse território. |      |    |    |       |                                |

### Como artista convidada
| "Todo el Amor del Mundo" (com Luis Miguel)                                              | 1985 | 1 | — | —  | Fiebre de Amor                        |
| "4 Veces Amor" (com Manuel Mijares)                                                     | 1996 | — | 5 | —  | El Encuentro                          |
| "Tú Eres Mi Destino" (com Paul Anka)                                                    | 1997 | — | — | —  | Amigos                                |
| "No Existen Limites" (com Armando Manzanero)                                            | 2001 | — | — | —  | Duetos: Lo Mejor de Armando Manzanero |
| "Lo Siento" (com Huey Dunbar)                                                           | 2002 | — | — | 10 | Yo Sí Me Enamoré                      |
| "Vivir Lo Nuestro" (com Gabriel Navarro)                                                | 2002 | — | — | —  | Gabriel Navarro                       |
| "Si Nos Dejan" (com Armando Manzanero)                                                  | 2008 | — | — | —  | ... Y Sigue Siendo el Rey             |
| "Eterno es Este Amor"                                                                   | 2009 | — | — | —  | Voces                                 |
| "Somos el Mundo" (com vários artistas)                                                  | 2010 | — | — | —  | N/A                                   |
| "Lluelve el Amor" (com Tito el Bambino)                                                 | 2011 | — | — | —  | Invencible                            |
| "Luz" (com vários artistas)                                                             | 2016 | — | — | —  | México se Pinta de Luz                |
| "No Me Conoces Aún" (com Grupo Palomo)                                                  | 2018 | — | — | —  | N/A                                   |
| "Cómo Tú" (com Luciano Pereyra)                                                         | 2019 | — | — | —  | Sólo Me Faltabas Tú                   |
| "—" denota lançamentos que não se classificaram ou não foram lançados nesse território. |      |   |   |    |                                       |

### Singles promocionais
| "El Baile del Osito/El Pequeño Panda"                                                   | 1981 | —  | —  | —  | N/A                                      |
| "Si me vás a hacer sufrir"                                                              | 1984 | —  | —  | —  | Con Tan Pocos Años                       |
| "Katy, la Oruga"                                                                        | 1984 | —  | —  | —  | N/A                                      |
| "Keiko"                                                                                 | 1985 | —  | —  | —  | N/A                                      |
| "Tu amor por un día"                                                                    | 1986 | —  | —  | —  | Fuego y Ternura                          |
| "No Sé Vivir Sin Ti"                                                                    | 1987 | —  | —  | —  | Un Pedacito de Mí                        |
| "Cuándo Llega el Amor"                                                                  | 1990 | —  | —  | —  | Cuándo Llega el Amor                     |
| "Quién Pudiera Quererte"                                                                | 1991 | —  | —  | —  | Sólo Pienso en Ti                        |
| "Te Extraño Tanto"                                                                      | 1995 | —  | —  | —  | Siempre Contigo                          |
| "Lazos de Amor"                                                                         | 1995 | 40 | 11 | —  | Lazos de Amor                            |
| "Quiero: Remix"                                                                         | 1997 | —  | —  | —  | N/A                                      |
| "Dejar de Querer"                                                                       | 2000 | —  | —  | —  | Mi Destino                               |
| "Prisionera"                                                                            | 2000 | —  | —  | —  | Mi Destino                               |
| "Entre la Espada y la Pared (Versión Edit)"                                             | 2005 | —  | —  | —  | Cuándo Sale un Lucero (Edición Especial) |
| "Entre la Espada y la Pared (Remix)"                                                    | 2005 | —  | —  | —  | Cuándo Sale un Lucero (Edición Especial) |
| "Laços de Amor"                                                                         | 2006 | —  | —  | —  | N/A                                      |
| "Dueña de tu Amor (Versión Mariachi/Versión Telenovela)"                                | 2010 | —  | —  | —  | N/A                                      |
| "Esta Vez la Primera Soy Yo (Long version)"                                             | 2011 | —  | —  | —  | N/A                                      |
| "Indispensable: Remixes"                                                                | 2011 | —  | —  | —  | N/A                                      |
| "Esta Vez la Primera Soy Yo: Remixes"                                                   | 2011 | —  | —  | —  | N/A                                      |
| "No Me Dejes Ir"                                                                        | 2012 | —  | —  | —  | N/A                                      |
| "No Me Dejes Ir: Remixes"                                                               | 2012 | —  | —  | —  | N/A                                      |
| "Corazón Apasionado"                                                                    | 2012 | —  | —  | —  | N/A                                      |
| "Não Me Deixe Ir"                                                                       | 2014 | —  | —  | —  | N/A                                      |
| "Te Deseo lo Mejor"                                                                     | 2014 | —  | —  | —  | En Concierto                             |
| "Mi Talisman"                                                                           | 2014 | —  | —  | —  | Aquí Estoy                               |
| "Evidencias"                                                                            | 2014 | —  | —  | —  | Aquí Estoy                               |
| "Quién Como Tú" (feat. Luis Fonsi)                                                      | 2015 | —  | —  | 32 | N/A                                      |
| "Llorar (Versión 2015)"                                                                 | 2015 | —  | —  | —  | N/A                                      |
| "A Pesar de Todo"                                                                       | 2018 | —  | —  | —  | Más Enamorada con Banda                  |
| "Sólo Me Faltabas Tú"                                                                   | 2019 | —  | —  | —  | Sólo Me Faltabas Tú                      |
| "—" denota lançamentos que não se classificaram ou não foram lançados nesse território. |      |    |    |    |                                          |